# Xonotic
Xonotic — безплатний шутер від першої особи з відкритим початковим кодом. Гра є форком проекту Nexuiz, та побудована на сильно модифікованому рушії гри Quake під назвою DarkPlaces.

## Історія проекту
У березні 2010 року, суперечки навколо ліцензування назви гри Nexuiz студією IllFonic для розробки закритого комерційного проекту значно посилились. Один із перших авторів проекту, Лі Вермойлен (Lee Vermeulen), таємно передав права на торгову марку до компанії Illfonic. Це стало абсолютною несподіванкою для більшості розробників та спільноти гри, які закликали до створення контрольованого спільнотою вільного форку гри.
Приблизно через сім місяців, джерельний код гри був виданий за допомогою Git.

## Відмінності відNexuiz
Згідно з офіційним сайтом гри:
- більш єдиний та послідовний художній стиль;
- нові моделі та анімації гравців
- новий набір стандартних мап, деякі зі старих будуть оновлені
- нові звуки та саундтрек
- поліпшений штучний інтелект комп'ютерних супротивників (ботів)
- текстури поганої якості будуть замінені на текстури з більшою роздільністю та якістю
- можливо, будуть змінені деякі моделі зброї
- частіші оновлення
- глобальна система статистики гравців, включаючи анонімних

Глобальна статистика гравців стала доступною з версії 0.6, яка вийшла 7 березня 2012 року. Нові моделі, звуки та мапи додаються з кожною новою версією гри. 

## Українська локалізація
Починаючи з версії 0.6, у грі стала доступна українська мова.